# MG 151

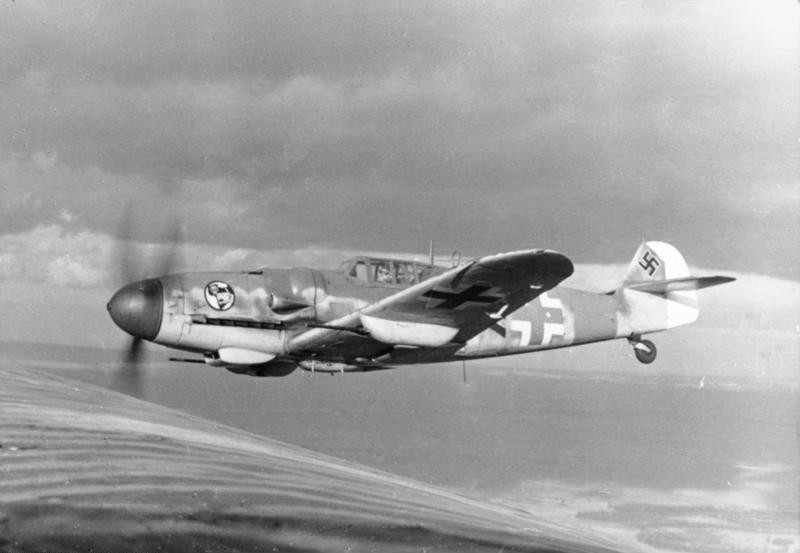
Messerschmitt Bf. 109 G-6 с двумя пушками MG 151/20 в подвесных подкрыльевых контейнерах.

MG 151 (нем. «Maschinengewehr», дословно «автоматическое оружие») — немецкий 15-мм и 20-мм пулемёты времён Второй мировой войны, разработанные компанией Маузер к 1936 году.
В 1938 году на его базе была разработана 20-мм пушка MG 151/20, которая широко использовалась на всех типах самолётов люфтваффе и составляла основу вооружения самолётов-истребителей Германии периода Второй мировой войны.

## История создания
Авиационный 15-мм пулемёт разрабатывался фирмой Mauser-Werke AG в 1934—1936 годах. Параллельно с конструированием оружия разрабатывался и новый 15-мм патрон в различном снаряжении: с осколочно-зажигательно-трассирующими (ОЗТ): Brgr. L'spur m. Zerl (дневной трассёр, с самоликвидатором) и Brgr. Gl'spur m. Zerl (ночной трассёр, с самоликвидатором); калиберным бронебойно-трассирующим (БТ) Pzgr и подкалиберным бронебойным с твёрдосплавным (карбид вольфрама) сердечником H-Pzgr снарядами (точнее, пулями, имеющими характерный для артиллерийских снарядов ведущий поясок).
Крупнокалиберный пулемёт MG 151 был запущен в серийное производство в 1940 году. Благодаря применению удачных конструкторских решений он обладал уникальными для своего времени характеристиками, что, наряду с хорошо отработанными 15-мм патронами со снарядами Pzgr и H-Pzgr, обеспечивало его уверенное превосходство над другими авиационными системами калибров 12,7-мм — 20-мм по параметрам начальной скорости снаряда и бронебойному действию. Именно высокие баллистические характеристики пулемёта MG 151 (начальная скорость снаряда H-Pzgr составляла 1030 м/с) и настильность траектории обусловили его применение на штурмовике Henschel Hs. 129 для ведения огня по наземным целям в дополнение к 30-мм пушке MK. 103.
Пулемёт MG 151 был принят на вооружение люфтваффе в начале 1941 года и устанавливался на истребителе Bf. 109F-2. Однако в этом калибре MG 151 нашёл применение лишь в начальный период войны, главным образом, по причине недостаточной эффективности при ведении огня по авиационным конструкциям (планеру, плоскостям, хвостовому оперению и топливным бакам). Тем не менее, в 1941—1942 годах самолёт Bf. 109F с пулемётом MG 151 представлял серьёзную угрозу для советских самолётов, поскольку на реальных дистанциях воздушного боя (100-200 м) цельнокорпусной снаряд Pzgr уверенно пробивал бронеспинки сидений советских истребителей (8,5 мм) и элементы продольного и поперечного (12 мм) бронирования бронекабины штурмовика Ил-2.
В 1941 году фирма Mauser-Werke A.G. на базе 15-мм пулемёта MG 151 разработала новую 20-мм пушку MG 151/20. Последняя нашла широкое применение в качестве основного вооружения истребителей Bf. 109 и Fw. 190 различных модификаций, а также истребителей-бомбардировщиков, ночных истребителей и штурмовиков.
С лета 1941 года в качестве вооружения истребителей в основном использовалась пушка со стволом калибра 20 мм под индексом MG 151/20. В составе турельных установок оборонительного вооружения бомбардировщиков 15-мм MG 151 оставался и после 1941 года. Были созданы варианты пулемётов/пушек 15 и 20 мм с электровоспламенением. Они предназначались, в основном, для синхронной стрельбы через плоскость вращения воздушного винта. У патронов с электровоспламенением гильзы были изменены для использования электрозапальной втулки P 2 вместо ударного капсюля K. Образцы получили соответствующие наименования: 15 mm MG 151 El. и 2 cm MG 151/20 El. Патроны с ударным капсюлем и электрозапальной втулкой не являлись взаимозаменяемыми.

## Особенности конструкции
Действие автоматики пушки основано на использовании отдачи подвижного ствола, с которым во время выстрела прочно сцеплен затвор. В этом случае при выстреле назад отбрасывается не один затвор, а ствол вместе с затвором. Тем самым обеспечивается полное прижатие гильзы к стенкам патронника в течение всего времени действия давления в гильзе. Поэтому допустимы более высокие давления и, соответственно, более высокие начальные скорости относительно оружия со свободным затвором. В пушке MG 151 используется отдача с коротким ходом ствола, меньшим хода затвора. Запирание канала ствола осуществляется поворотом боевой личинки. Подающий механизм ползункового типа. Пушка состоит из двух подвижных и четырёх неподвижных частей. Подвижные части: ствол, затвор. Неподвижные части: ствольная коробка, крышка ствольной коробки. Механизм перезаряжания — электромеханический, ударно-спусковой механизм — также электромеханический. Подача патронов — ленточная, лента гибкая металлическая, звенья неразъёмные. Известны варианты с правой и левой подачей. Перезаряжание и спуск — электрические от бортовой сети напряжением 24 вольта.
Нарезы канала ствола MG 151: 8 нарезов, нарезка правая, длина хода нарезов 500 мм (5°24').
Нарезы канала ствола MG 151/20: 8 нарезов, нарезка правая, длина хода нарезов 570 мм (6°20').

## Принцип бикалиберной пушки
При отработке 20-мм варианта пушки MG 151/20 на свет появилось принципиально новое на начало 1940-х годов конструкторское решение бикалиберной пушки 15/20 мм со сменными стволами различных калибров — от немецкого Wechsellauf-Kanone. Этот принцип вторично увидел свет 40 лет спустя при создании фирмой Рейнметалл новой бикалиберной 35/50 мм пушки Rh 503. В наши дни воплощением этого принципа служит перспективная американская бикалиберная 30/40 мм пушка MK. 44 («Бушмастер II») и ряд других аналогичных образцов.
Устройство бикалиберной пушки со сменными стволами позволяет изменять калибр системы, то есть эффективность оружия, простой операцией перестволения, при внесении незначительных изменений в систему подачи, и базируется на сохранении габаритных размеров патронов обеих систем: одинаковых длин патронов и диаметров донных частей гильз. Одним из отрицательных моментов бикалиберной пушечной системы является ограничение длины патрона большего калибра соответствующим значением нижестоящего патрона, и, соответственно, некоторое ограничение его дульной энергии. В современных системах для преодоления этого недостатка системы оружия патрон большего калибра может выполняться по схеме гильзового телескопического выстрела.

## Боеприпасы
Патрон 15×96 мм с бронебойным подкалиберным снарядом H-Pzgr предназначается для стрельбы по наземным целям. Высокие показатели бронепробития 40 мм/0°/300 м достигались, в частности, использованием твёрдосплавного сердечника с оживальной головной частью. Патрон 15×96 мм с калиберным бронебойно-трассирующим (БТ) снарядом Pzgr.patr. был оптимизирован для стрельбы по воздушным целям.
При разработке 20-мм патрона конструкторы фирмы Маузер увеличили диаметр дульца патрона 15×96 мм, одновременно уменьшили высоту гильзы до 82 мм для сохранения длины обоих патронов одинаковыми и равными 147 мм. Новый патрон 20×82 мм (иногда обозначается и как 20x81 мм) снаряжался снарядами, унифицированными с используемыми к пушке MG. FF/M (осколочно-трассирующий, фугасный, бронебойный) с последующим проведением их усовершенствования. Всего в боекомплекте времён войны имелось семь типов 20-мм патронов различного назначения для стрельбы по различным типам целей (в наши дни исследователи называют, с учётом различных типов зажигательных патронов, разработанных в том числе после войны, цифру, в 4 раза большую), что представляется избыточным с точки зрения принятой в СССР практики. Гильзы обоих калибров латунные или стальные без закраины, диаметр основания гильзы 25,2 мм.
| Патроны к 15 mm MG 151 | Масса патрона, г | Масса пули, г | Масса заряда, г | Масса ВВ, г    | Начальная скорость, м/с | Бронебойное действие, мм/градус/м | Темп стрельбы, выст/мин |
| --- | ---------------- | ------------- | --------------- | -------------- | ----------------------- | --------------------------------- | ----------------------- |
| БТ без самоликвидатора 15 mm Panzergranatpatrone L'spur o. Zerl. (15 mm Pzgr.Patr. L’spur o. Zerl.)                             | 166              | 72            | 25,6            | -              | 850                     | 18/60/100                         | 750                     |
| БП без самоликвидатора 15 mm H-Panzergranatpatrone o. Zerl. (15 mm H-Pzgr.Patr. o. Zerl.)                                       | 160              | 52            | 24,5            | -              | 1030                    | 26/60/100 34/75/100 48/90/100     | 700                     |
| О тренировочный, без самоликвидатора 15 mm Sprenggranatpatrone Ub. o. Zerl. (15 mm Sprgr.Patr. Ub. o. Zerl.)                    | 151              | 57            | 24,5            | -              | 960                     | -                                 | 700                     |
| ОТ тренировочный, без самоликвидатора 15 mm Sprenggranatpatrone Ub. o. Zerl. (15 mm Sprgr.Patr. L’spur Ub. o. Zerl.)            | 151              | 57            | 24,5            | -              | 960                     | -                                 | 700                     |
| ОЗТ с самоликвидатором и дневным трассёром 15 mm Brandsprenggranatpatrone L'spur m. Zerl. (15 mm Brsprgr.Patr. L’spur m. Zerl.) | 158              | 57            | 24,5            | 1,9 + 1,3 з.ш. | 960                     | -                                 | 700                     |
| ОЗТ с самоликвидатором и ночным трассёром 15 mm Brandgranatpatrone Gl'spur m. Zerl. (15 mm Brsprgr.Patr. Gl’spur m. Zerl.)      | 151              | 57            | 24,5            | 1,9 + 1,5 з.ш. | 960                     | -                                 | 700                     |

БТ - бронебойно-трассирующая; БП - бронебойно-подкалиберная; О - осколочная; ОТ - осколочно-трассирующая; ОЗТ - осколочно-зажигательно-трассирующая пули.
| Патроны к 2 cm MG 151/20 | Масса патрона, г | Масса снаряда, г | Масса заряда, г | Масса ВВ, г | Начальная скорость, м/с | Бронебойное действие, мм/градус/м | Темп стрельбы, выст/мин |
| --- | ---------------- | ---------------- | --------------- | ----------- | ----------------------- | --------------------------------- | ----------------------- |
| Ф без самоликвидатора 2 cm M-Geschoβpatrone 151 o. Zerl. (2 cm M-Gesch.Patr. 151 o. Zerl.)                                         | 183              | 92               | 19,5            | 18,6        | 785                     | -                                 | 650                     |
| Ф c самоликвидатором 2 cm M-Geschoβpatrone 151 m. Zerl. (2 cm M-Gesch.Patr. 151 m. Zerl.)                                          | 183              | 92               | 19,5            | 18,6        | 785                     | -                                 | 650                     |
| ОТ (Sprgr. L’spur) | 205              | 115              | 17,8            | 6,2         | 705                     | -                                 | 700                     |
| ОЗТ без самоликвидатора и дневным трассером 2 cm Brandsprenggranatpatrone L'Spur 151 o. Zerl. (2 cm Brsprggr. L'Spur 151 o. Zerl.) | 205              | 115              | 14,8            | 2,3 + 2,1   | 705                     | -                                 | 700                     |
| ОЗТ c самоликвидатором и дневным трассером 2 cm Brandsprenggranatpatrone L'Spur 151 m. Zerl. (2 cm Brsprggr. L'Spur 151 m. Zerl.)  | 205              | 115              | 17,8            | 2,3 + 2,1   | 705                     | -                                 | 700                     |
| ОЗТ c самоликвидатором и ночным трассером 2 cm Brandsprenggranatpatrone Gl'Spur 151 m. Zerl. (2 cm Brsprggr. Gl'Spur 151 m. Zerl.) | 205              | 115              | 17,8            | 2,3 + 2,1   | 705                     | -                                 | 700                     |
| Б без самоликвидатора 2 cm Panzergranatpatrone 151 o. Zerl. (2 cm Pzgr.Patr. 151 o. Zerl.)                                         | 205              | 115              | 18,5            | -           | 705                     | 13/60/100                         | 750                     |
| БР без самоликвидатора 2 cm Panzersprenggranatpatrone 151 o. Zerl. (2 cm Pzsprgr.Patr. 151 o. Zerl.)                               | 205              | 115              | 18,5            | 4           | 705                     | 13/60/100                         | 750                     |
| БЗ без самоликвидатора 2 cm Panzerbrandgranatpatrone (Phosphor) 151 o. Zerl. (2 cm Pzbrgr.Patr. (Ph) 151 o. Zerl.)                 | 202              | 115              | 18,5            | 3,6         | 705                     | 23/90/100 12/60/100               | 750                     |
| БЗ без самоликвидатора 2 cm Panzerbrandgranatpatrone (Elektron) 151 o. Zerl. (2 cm Pzbrgr.Patr. (E) 151 o. Zerl.)                  | 207              | 117              | 19,8            | 6,2         | 695                     | 15/75/100                         | 750                     |

Ф - фугасный; ОТ - осколочно-трассирующий; ОЗТ - осколочно-зажигательно-трассирующий; Б - бронебойный; БР - бронебойно-разрывной; БЗ - бронебойно-зажигательный. Угол (в градусах) от нормали к поверхности брони.
Принципиально новым и не имевшим аналогов среди боеприпасов авиапушек других воюющих государств являлся 20-мм фугасный снаряд, в основу разработки которого были положены исследования баллистика Губерта Шардина (Техническая академия ВВС) процессов детонации и экспериментальных замеров давления во фронте ударной волны. В новом боеприпасе удалось объединить ряд технических и технологических новшеств того времени:
- Новый принцип поражения элементов конструкции самолёта импульсом давления во фронте ударной волны, а не осколками корпуса снаряда, рассчитанными на поражение уязвимых агрегатов. Усиление действия ударной волны достигалось при множественном отражении от стенок замкнутых отсеков при подрыве снаряда внутри конструкции, т.е. при использовании нового типа взрывателя с задержкой подрыва (а не штатных взрывателей мгновенного действия);
- Полученный глубокой вытяжкой тонкостенный корпус снаряда из легированной стали, упрочнённый токами высокой частоты (ТВЧ), что позволило увеличить массовую долю разрывного заряда (наполнение) до 20 процентов по сравнению с 5-7 процентами у снарядов осколочного типа (в СССР — ОТ, ОЗТ);
- Мощное взрывчатое вещество на основе металлизированного пентаэритриттетранитрате под маркой Pentrit A (тэн-алюминий), которое в 1942 году было заменено составом HA 41 на основе гексогена (гексоген-алюминиевая пудра), последний характеризовался увеличенным на 40 процентов[3] фугасным и зажигательным действием;
- Взрыватель с детонатором замедленного действия на газодинамическом принципе (Sprengkapsel Duplex) индекс VC[4]. Обеспечивал возможность разрыва фугасного снаряда во внутренних отсеках конструкции самолёта, не рассчитанных на приложение избыточного давления;
- Электровоспламенение патрона для регулирования темпа стрельбы и т. п.

Попадание 20-мм фугасного снаряда в киль или плоскость самолёта, выполненных из древесных материалов (деревянной или смешанной конструкции), вызывало мгновенное разрушение этих элементов конструкции, что означало прекращение управляемого полёта.
В силу того, что фугасный снаряд эффективно работал по конструкции самолёта, рекомендованная в 1944 году для пушки 151/20 при стрельбе по воздушным целям комплектации патронной ленты включала только 20 процентов бронебойных выстрелов (2 фугасных + 2 ОЗ + 1 БР или БЗ). Для сравнения, стандартная комплектация боезапаса 20-мм пушки «Испано-Сюиза HS. 404» английских истребителей 1943-45 годов на 50 процентов состояла из бронебойных выстрелов (1 ОЗТ + 1 БЗ).
Практика войны подтвердила эффективность действия малокалиберного фугасного снаряда по авиационным конструкциям. После войны в СССР и союзных странах (Великобритания и Франция) была увеличена степень наполнения авиационных снарядов взрывчатым веществом (в СССР — вдвое), которые в отечественной практике получили наименование осколочно-фугасных зажигательных (ОФЗ) снарядов.

## Использование

### 15 mm MG 151
- Bf. 109F-2. Мотор-пушка MG 151 с ударным воспламенением патрона. Устанавливалась в развале цилиндров двигателя DB 601.
- Do. 217E1. Одна пушка MG 151 в нижней части кабины.
- Hs. 129B-1. Две пушки MG 151 с ударным воспламенением патрона по бортам фюзеляжа, на уровне кабины лётчика, выше плоскости крыла.

### 20 mm MG 151/20
- Bf. 109 серий F-4, G-2, G-4, G-6. Мотор-пушка (с ударным воспламенением патрона). Пушка устанавливалась в развале цилиндров двигателя DB 601Е, N и др. Ствол проходил между развалом цилиндров двигателя (снаружи), стрельба — через кок воздушного винта.
- Fw. 190. Синхронные пушки MG 151/20 El. с электровоспламенением патрона устанавливались в корневой части крыла самолёта Fw. 190 серий A-/D-/F-/G (по две на машину) с боекомплектом 250 патронов на пушку. Ещё две пушки на машину устанавливались в консольной части крыла истребителя Fw. 190 начиная с серии A-6 по серию A-9.
- BV. 138, Fw. 200, Ju. 188. В составе подвижных огневых установок тип HD151.
- Компания Nexter устанавливает MG 151/20 собственного производства на рейдерских версиях бронеавтомобилей Panhard VBL.[6]